# Frankfurter Straße 24 (Darmstadt)
Das Haus Frankfurter Straße 24 ist ein Bauwerk in Darmstadt.

## Geschichte und Beschreibung
Das Wohnhaus wurde im 19. Jahrhundert erbaut.
Stilistisch gehört das Haus zum Spätklassizismus. Das zweigeschossige Haus mit einem Quergiebel besitzt reduzierten Fassadenschmuck. Die Fassade ist durch Gesimse horizontal gegliedert.
Im Erdgeschoss sind  Eckquaderungen und Lisenen erhalten geblieben. Im Obergeschoss wurden die Eckquaderungen und Lisenen nachträglich entfernt.
Die Garteneinfriedung mit dem Jugendstildekor deutet auf eine Umbauphase kurz nach dem Jahre 1900 hin.

## Denkmalschutz
Das Wohnhaus ist ein typisches Beispiel für den spätklassizistischen Baustil in Darmstadt.
Die Garteneinfriedung ist typisches Beispiel für den Jugendstil in Darmstadt. 
Aus architektonischen, baukünstlerischen und stadtgeschichtlichen Gründen steht das Bauwerk unter Denkmalschutz.